# Heinkel He 277
Heinkel He 277 je bil štirimotorni propelerski strateški bombnik, ki so ga razvili Nemci med 2. svetovno vojno in naj bi se uporabljal kot "Amerikabomber". He 277 je bil zasnovan na podlagi Heinkla He 177. Poganjali naj bi ga štirje zvezdasti motorji BMW 801, vsak z močjo okrog 2000 konjskih sil. Motorji bi pganjali propelerje s premerom okrog 4 metre. Projekt so preklical preden so zgradili prototip.

## Specifikacije (He 277, osnovna konf.)
Vir: Griehl, Manfred and Dressel, Joachim. Heinkel He 177-277-274, Airlife Publishing, Shrewsbury, England 1998, pp. 159 & 184.
Splošne karakteristike
- Posadka: 7
- Dolžina: 75 ft 5 in (23,00 m)
- Razpon kril: 131 ft 3 in (40,00 m)
- Višina: 19 ft 10-3/16 in (6,05 m)
- Površina kril: 1431,60 ft² (133,00 m²)
- Teža praznega letala: 48060 lb (21800 kg)
- Maks. vzletna teža: 98105 lb (44500 kg)
- Pogon letala: 4 ×  14-valjni dvovrstni zvezdasti motor BMW 801E, 1973 KM (vzlet) (1492 kW)  vsak
- največ16950 litrov

 Zmogljivost 
- Maks. hitrost: 354 mph na višini 18700 ft (570 km/h na višini 5700 m)
- Potovalna hitrost: 286 mph (460 km/h)
- Doseg: 3728 milj, največk do 11100 km (6000 km)
- Višina leta: 30000 ft (9000 m)
- Obremenitev kril: 68,6 lb/ft² (334,6 kg/m² pri MTOW)

Oborožitev

- 8 × 20 mm (0.79 in) MG 151/20 avtomatskih topov
- 4 x 13 mm (0.51 in) MG 131 strojnice
- Do 5600 bomb za kratke lete, do 3000 kg za transatlantske lete